# 潞西山龙眼
潞西山龙眼（学名：Helicia tsaii）为山龙眼科山龙眼属下的一个种。

## 扩展阅读
- 維基物種上的相關：潞西山龙眼